# Jacquemontia parviflora
Jacquemontia parviflora är en vindeväxtart som beskrevs av Jacques Denys Denis Choisy. Jacquemontia parviflora ingår i släktet Jacquemontia och familjen vindeväxter. Inga underarter finns listade i Catalogue of Life.